# Iglesia de San Félix (Estacas)
La iglesia de San Félix es un templo católico de la parroquia española de Estacas.

## Descripción
La iglesia está situada en la parroquia española de Estacas, del municipio de Cuntis, perteneciente a la provincia de Pontevedra. Aparece descrita en el séptimo volumen del Diccionario geográfico-estadístico-histórico de España y sus posesiones de Ultramar de Pascual Madoz con las siguientes palabras:

La igl. parr. (San Felix), de la cual es aneja la de San Mamed de Piñeiro, está servida por un cura de provision ordinaria en concurso.
(Madoz, 1847, p. 587)